# Ojnopides z Chios

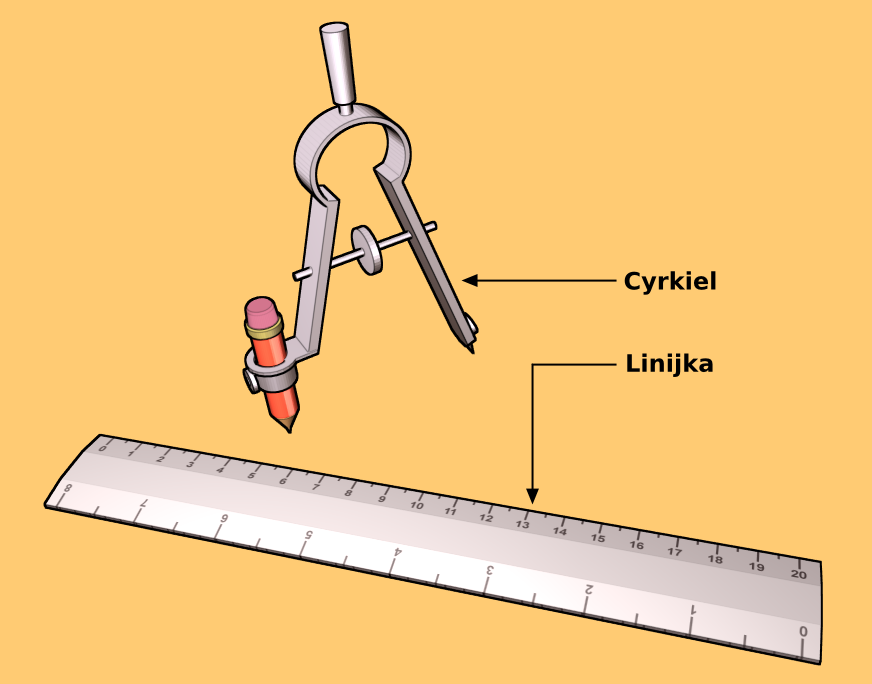
Linijka i cyrkiel

Ojnopides z Chios (ur. około 490 p.n.e. na Chios – zm. około 420 p.n.e. lub fl. około 475 p.n.e.) – grecki matematyk i astronom. Jako pierwszy ustanowił regułę, że konstrukcji czysto geometrycznych dokonuje się przy użyciu jedynie linii i cyrkla. Podał także, jak wykreślić w ten sposób prostopadłą przechodzącą przez dany punkt oraz jak skopiować dowolny kąt. Jako pierwszy w Europie opracował pojęcie ekliptyki i prawdopodobnie próbował pomierzyć jej kąt przecięcia z równikiem niebieskim, jak również określić prawidła rządzące częstotliwością zaćmień. Starał się wytłumaczyć letnie wylewy Nilu na podstawie błędnego mniemania, jakoby głębokie wody podziemne były latem chłodniejsze niż zimą, co mogłoby powodować zmniejszone parowanie. Oprócz tego uważał świat za żywe stworzenie, którego duszą jest istota boska. Prawdopodobnie był nauczycielem Hipokratesa z Chios.